# Kalidium
Kalidium là chi thực vật có hoa trong họ Amaranthaceae.